# Бобруйская равнина
Бобруйская равнина — геоморфологический район в области равнин и низин Предполесья, на юго-западе Могилевской области.
Равнина занимает около ⅓ части одноимённого физико-географического района Предполесской провинции. Соседствует с Солигорской равниной на западе, Пуховичской равниной на северо-западе, Центральноберезинской равниной на севере и востоке, Светлогорской низменностью на юге. Протяжённость с юго-запада на северо-восток 70-75 км, с севера на юг 55-60 км. Абсолютные отметки высот колеблются от 150 до 170 м, в тальвегах рек от 130 до 140 м, на холмах и грядах до 206 м.

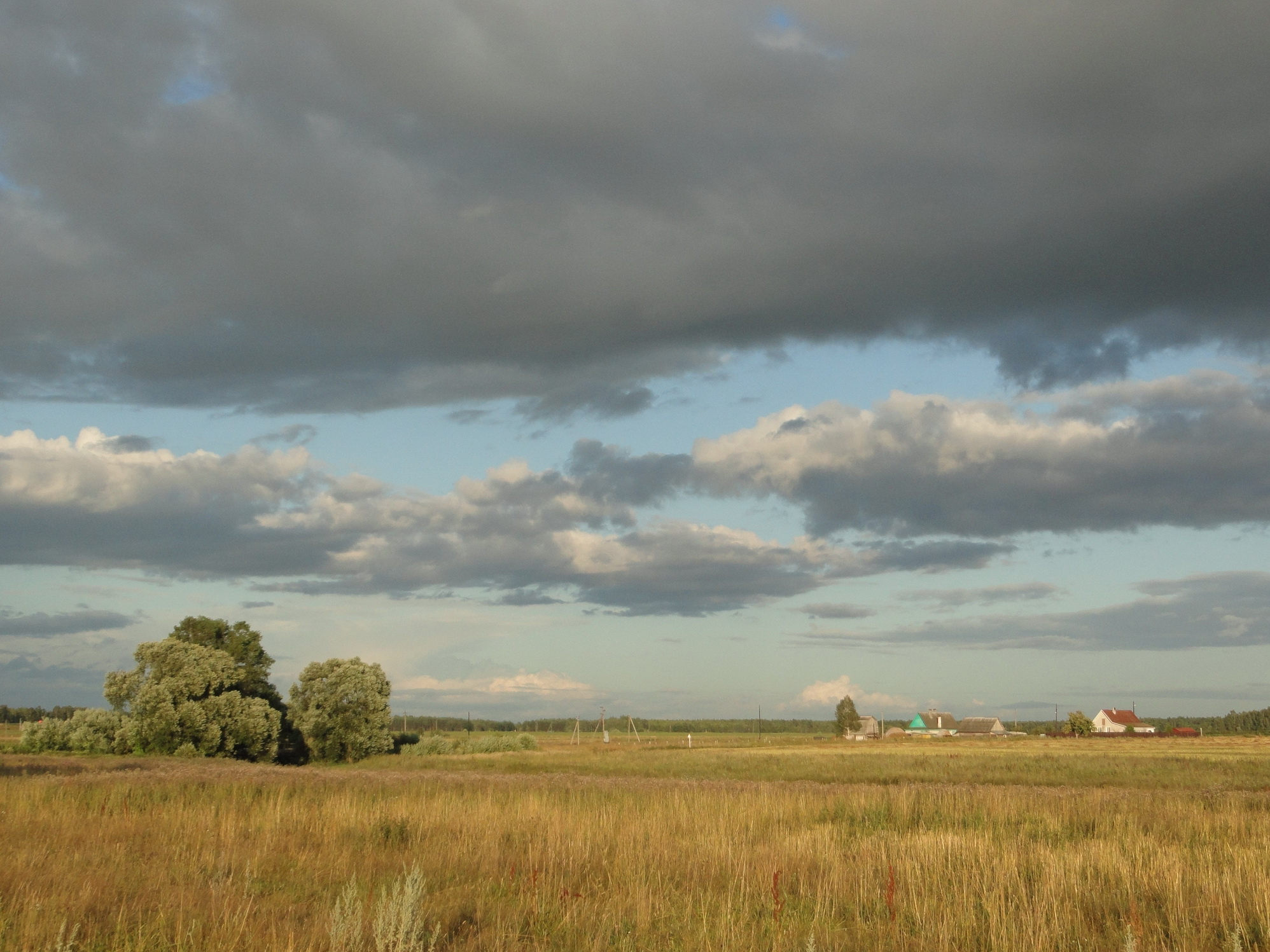
Хутор Токари Бобруйского района

Примыкает к Бобруйского погребенного выступа. Кристаллический фундамент (абсолютные отметки от −300 м до −500 м) перекрыт осадковым чехлом (мощность 360—600 м), сложенном протерозойскими, девонскими, меловыми, палеогеновыми, неогеновыми и четвертичными (мощность 20-100 м.) отложениями. Полезные ископаемые: торф, глина, строительные и силикатные пески, минеральные воды.
В рельефе преобладает полого-волнистая водно-ледниковая равнина. Встречаются участки моренной равнины и краевых ледниковых град. В северной части развита широкая плоская заболоченная озерно-аллювиальная равнина (высоты 145—150 м) с остаточными зарастающими озёрами. Распространены торфяные болота, в основном низменные.
Гидрографическая сеть (бассейн Днепра) включает фрагменты долин Свислочи, Березины, Птичи, их притоки, озёра, мелиоративные каналы, водохранилища и пруды. Речные долины выработанные, широкие и асимметричные.
Средняя температура января −6,6 °C, июля — 18,3 °C. Осадки 609 мм в год. Вегетационный период 192 дня.
В почвенном покрове преобладают дерново-подзолистые, дерново-подзолистые заболоченные и торфяно-болотные почвы. Преобладают сосновые, берёзовые, чёрноольховые леса, распространены осиновые, дубовые и грабовые леса. Средняя лесистость около 49 %. В сельскохозяйственном применении 38,8 % земель.